# Caryophyllales
As Caryophyllales constituem uma ordem de plantas Eudicotiledôneas. Os novos esquemas de classificação incluem um largo número de famílias, pertencendo a maioria a dois subgrupos distintos.
Segundo o APG IV (2016), ela faz parte do clado das Superasterídeas, juntamente com as ordens Berberidopsidales, Santalales e todas as ordens do clado das Asterídeas.
As principais Caryophyllales subdividem-se nas famílias:
- Caryophyllaceae (família dos cravos)
- Amaranthaceae ( família do amaranto)
- Achatocarpaceae
- Stegnospermataceae
- Barbeuiaceae
- Aizoaceae (família do chorão-das-praias)
- Phytolaccaceae
- Sarcobataceae
- Nyctaginaceae
- Molluginaceae
- Cactaceae (família dos cactos)
- Portulacaceae
- Basellaceae
- Asteropeiaceae
- Physenaceae

Exceto para as duas últimas famílias, este grupo corresponde diretamente às Caryophyllales de acordo com o antigo Sistema de Cronquist. Existem algumas variações ligeiras na forma como as famílias são reconhecidas, nesta e noutras classificações. Tanto as Stegnospermataceae como as Barbeuiaceae estão incluídas nas Phytolaccaceae de Cronquist, enquanto que as Didieraceae estão incluídas no grupo mais recente das Portulaceae, e as suas Chenopodiaceae correspondem às Sarcobataceae mais algumas Amaranthaceae. As Asteropeiaceae e as Physenaceae contêm ambas apenas um género, que Cronquist incluiu nas Theaceae e Capparidaceae, respectivamente.
O outro grupo maior de Caryophyllales inclui as seguintes famílias, algumas delas de plantas carnívoras:
- Polygonaceae (família do fagópiro)
- Plumbaginaceae
- Frankeniaceae
- Tamaricaceae
- Droseraceae - plantas carnívoras
- Nepenthaceae - plantas carnívoras
- Drosophyllaceae - plantas carnívoras
- Ancistrocladaceae
- Dioncophyllaceae

Cronquist considerava as Polygonaceae e Plumbaginaceae como duas ordens separadas que, juntamente com as Caryophyllales formavam a subclasse das Caryophyllidae. As Droseraceae e Nepenthaceae (incluindo as Drosophyllaceae) formavam a ordem das Nepenthales, juntamente com as Sarraceniaceae, formando as duas o grupo das Dilleniidae. As restantes famílias estavam incluídas nas Violales.
Mais duas famílias pertencem às Caryophyllales, não pertencendo aos dois grupos acima mencionados:
- Simmondsiaceae (jojoba, também colocado nas Malpighiales, junto ao buxo)
- Rhabdodendraceae